# 源州 (唐朝)
源州，唐朝时设置的州。
武德五年（622年）分南德州光安县置，治所在光安县（今越南河静省香山附近）。属南德州（八年改德州）。辖境相当今越南义静省香山一带，下辖光安县、安银县、水源县、河龙县、长江县。貞觀元年（627年）属驩州。贞观八年（634年）改阿州。贞观十三年（639年）废，地入驩州。